# Ricreazione: Natale sulla terza strada
Ricreazione: Natale sulla terza strada (Recess Christmas: Miracle on Third Street) è un film commedia d'animazione direct-to-video del 2001, diretto da Howy Parkins, Susie Dietter e Chuck Sheetz, prodotto e distribuito dalla Disney Television Animation.